# 邦納維爾撞擊坑
邦納維爾撞擊坑（英語：Bonneville）是一個位於火星上的撞擊坑，該撞擊坑位於更大的古瑟夫撞擊坑中。勇气号火星探测器在古瑟夫撞擊坑底探測時曾於2004年探測該撞擊坑。該撞擊坑也是精神號探測車在降落途中防熱盾的落下地點。精神號拍攝該撞擊坑時可在對面坑壁上看到發亮的防熱盾。邦納維爾撞擊坑直徑210公尺，深度14公尺，撞擊坑環比周圍地表高出6.4公尺。
邦納維爾撞擊坑以美國探險家班傑明·邦納維爾和美國猶他州遠古湖泊邦納維爾湖命名。

## 地層與地質
邦納維爾撞擊坑內的地層一般認為是疏鬆的碎片，雖然有部分噴發物可能是來自更緊密的岩石。在邦納維爾撞擊坑和它內部的小撞擊坑壁上沒有岩石露頭。它可能是相對較原始的撞擊坑，由其沒有被水侵蝕過。
因為邦納維爾撞擊坑相當淺，以及它的直徑和深度關係，因此被認為是次級撞擊坑。

## 外部連結
- Official Mars Rovers site （页面存档备份，存于）
- Astronomy Picture of the Day for March 18, 2004 （页面存档备份，存于）